# Sinope (måne)
Sinope är en av Jupiters månar. Sinope upptäcktes den 21 juli 1914 av den amerikanske astronomen Seth Barnes Nicholson. Månen har en medelyttemperatur på –149 °C.